# Pierre Onésime Frémont
Pour les articles homonymes, voir Frémont.
Pierre Onésime Frémont (Quillebeuf, 25 avril 1812 - Le Havre, 10 avril 1899) est un capitaine au long cours et inventeur normand,.
Il obtient en 1838 la médaille d'honneur pour acte de courage et de dévouement (médaille d'argent) pour avoir sauvé un mousse de la noyade